# Freimaurertempel (Barrhead)

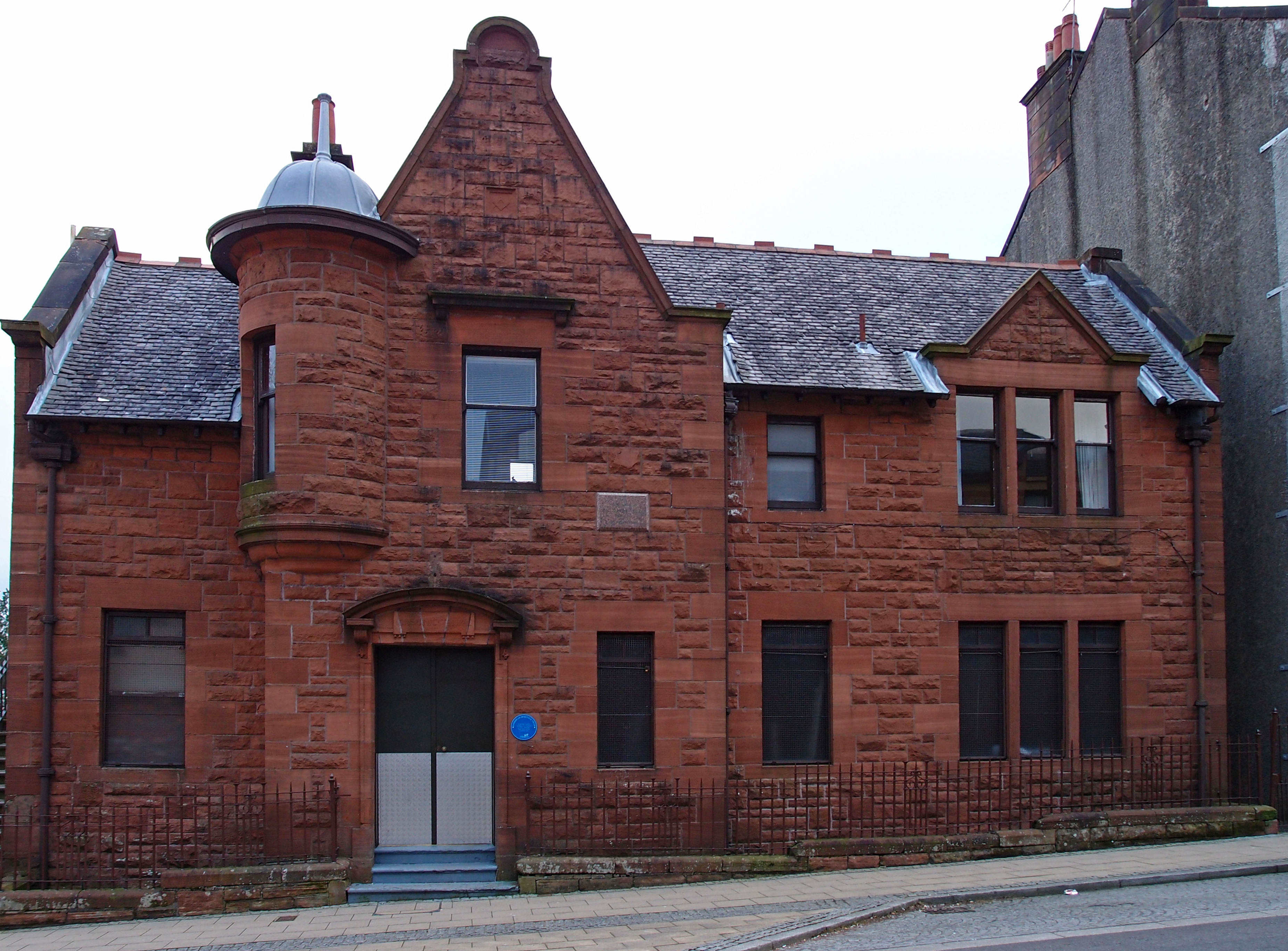
Freimaurertempel von Barrhead

Der Freimaurertempel der schottischen Stadt Barrhead befindet sich in der Cochrane Street. 1980 wurde das Gebäude in die schottischen Denkmallisten in der Kategorie C aufgenommen.

## Geschichte
Die Freimaurerloge von Barrhead wurde am 2. Februar 1824 als Loge Crown & Union mit der Matrikelnummer 378 gegründet. Nachdem die Loge ab den 1830er Jahren sich nur wenig aktiv gezeigt hatte, stieg die Aktivität gegen Ende des Jahrhunderts wieder an. Zwischenzeitlich wurden die Matrikelnummern neu zugeordnet und die Loge erhielt die Nummer 307 zugeteilt, welche sie bis heute trägt. Der Bau des heutigen Freimaurertempels Barrheads wurde 1910 abgeschlossen. Die Baukosten beliefen sich auf 1446 £. Auf Grund der stetig anwachsenden Mitgliederzahl in der zweiten Hälfte des 19. Jahrhunderts, war eine Erweiterung des Gebäudes vonnöten. Diese wurde 1994 abgeschlossen.

## Beschreibung
Das Gebäude wurde von den Architekten Ninian McWhannell und John Rogerson geplant, die unter anderem auch für die Verwaltungsgebäude 124 Main Street und 128 Main Street in Barrhead verantwortlich zeichnen. Der rote Sandstein, aus welchem der Tempel besteht, stammt aus dem Steinbruch von Ballochmyle. Das Gebäude ist zweistöckig und weist architektonische Merkmale des Scottish Baronials auf. Es besitzt ein Ecktürmchen, eine bekrönte Eingangstür und schließt mit einem Satteldach ab. Eine eingelassene Plakette weist das Baujahr aus.